# José Luis Olivas
José Luis Olivas Martínez (Motilla del Palancar, Cuenca, 13 de octubre de 1952) es un político español del Partido Popular que ha localizado su carrera en la Comunidad Valenciana. Fue el cuarto presidente de la Generalidad Valenciana de la nueva etapa autonómica y el primero que no fue elegido tras elecciones autonómicas. Estuvo en el cargo desde el 24 de julio de 2002 hasta las elecciones del 25 de mayo de 2003. 
Fue presidente del Banco de Valencia hasta el 28 de octubre de 2011, fecha de su dimisión, una semana antes de que se publicara el riesgo de quiebra de esta entidad financiera. Del mismo modo tuvo que dimitir de su cargo de vicepresidente del Banco Financiero y de Ahorros (Bankia). Era presidente de Bancaja y consejero de Iberdrola.
El 29 de junio de 2015 fue detenido por la Unidad Central Operativa (UCO) de la Guardia Civil, junto con otros ex altos cargos de Bancaja y de Banco de Valencia, acusado de estafa y malversación por las inversiones inmobiliarias que las entidades financieras que dirigían realizaron en México a través del Grupo Grand Coral y que habrían causado a los bancos un quebranto de 750 millones de euros, caso que se encuentra pendiente de juicio. En enero de 2017, fue condenado a un año y medio de prisión y a pagar una multa de 151.800 euros por falsificar una factura para justificar un ingreso de 500.000 euros por unos supuestos servicios de asesoramiento a Vicente Cotino, sobrino del expresidente de Les Corts Juan Cotino, que nunca realizó. En septiembre de 2020 la Audiencia Nacional lo absolvió, como al resto de los acusados, en el "caso Bankia", motivado por la salida a bolsa de esta entidad.

## Biografía
Está casado y tiene dos hijas. Licenciado en Derecho por la Universidad Complutense de Madrid se desplazó a Valencia con 25 años, encontró plaza en el despacho de Emilio Attard, dirigente de Unión de Centro Democrático, y año y medio después ya era concejal en Valencia del partido centrista. 
Se especializó en Derecho Internacional Público. Desarrolló su actividad profesional como abogado de los Colegios de Valencia, Madrid y Sueca. Ha sido secretario general de la Federación Empresarial de Hostelería. 
De 1977 a 1982, José Luis Olivas participó en la política en la Unión de Centro Democrático (UCD), siendo uno de los fundadores de dicho partido. 
Fue Secretario de Organización de UCD en Valencia. A las primeras elecciones democráticas municipales celebradas en España el 3 de abril de 1979 resultó elegido edil de Valencia por la UCD. En diciembre de 1981, fue nombrado director general de Presupuestos de la Consejería de Economía y Hacienda de la Generalidad Valenciana, cargo que desempeñó hasta diciembre de 1982. 
Ya integrado en el PP, a las elecciones de 1987 y 1991 es elegido concejal del Ayuntamiento de Valencia, ocupando los cargos de teniente de alcalde, delegado del Área de Economía y Hacienda y portavoz del Grupo Popular. 
El 28 de mayo de 1995, el Partido Popular gana las elecciones autonómicas y José Luis Olivas fue elegido diputado en las Cortes Valencianas. 
El 6 de julio de 1995 fue nombrado por Eduardo Zaplana consejero de Economía y Hacienda, y en febrero de 1997 fue nombrado consejero de Economía, Hacienda y Administración Pública. 
Ocupa desde septiembre de 1993 a julio de 2002 el cargo de secretario general del Partido Popular de la Comunidad Valenciana. En enero de 1996, es elegido miembro de la Junta Directiva Nacional, tras la celebración del XII Congreso de esta formación política. 
Ha sido presidente del Consejo de Administración del Instituto Valenciano de Finanzas, del Instituto Valenciano de Investigaciones Económicas y del Instituto Valenciano de Estadística. 
Tras las autonómicas del 13 de junio de 1999, renueva su acta de diputado autonómico y pasa a ser, el 23 de julio de 1999, vicepresidente primero del Consejo de nuevo con Eduardo Zaplana de presidente. 
Cuando Zaplana marcha a Madrid como ministro de Trabajo y Seguridad Social, es designado el 9 de julio de 2002 como sustituto en la presidencia, cargo que ya ocupaba por ser vicepresidente primero. El 22 de julio de 2002 se produce la sesión de investidura y asume la presidencia el 24 de julio de 2002. 
Tras las elecciones del 25 de mayo de 2003, en las que fue candidato Francisco Camps, Olivas deja la política activa y en enero de 2004 es nombrado presidente de Bancaja, la Caja de Ahorros de Valencia, Castellón y Alicante, y del Banco de Valencia. 
El 3 de diciembre de 2010 es nombrado vicepresidente de Bankia, marca comercial del Banco Financiero y de Ahorros. 
Tras su dimisión en 2011, se descubrió como un ruinoso gestor de todas las entidades que había dirigido, por lo que fue conocido con el sobrenombre de Presidente de la ruina.<ref>Torrent, Josep.  El País. Consultado el 29 de junio de 2015.